# Diabetično stopalo
Diabetično stopalo definiramo kot skupino sindromov, pri katerih nevropatija (okvara živcev), ishemija in infekcija pripeljejo do uničenja tkiva, katerega končna posledica je lahko gangrena oz. odmrtje tkiva, ta pa se v najhujšem primeru lahko za posameznika konča z amputacijo prizadetega dela. Diabetično stopalo je eden izmed najpogostejših vzrokov netravmatskih amputacij.
Tveganje za amputacijo spodnjih okončin je pri osebah s sladkorno boleznijo 15-46x večje, kot pa pri osebah, ki nimajo diabetesa. Amputacije razdelimo na majhne in velike. Majhne se izvajajo na predelu prstov in stopal, medtem ko gre pri velikih za posege, ki dosegajo golenico ali celo stegnenico.
Zaradi vse večjega naraščanja števila starejšega prebivalstva in posledično naraščanja oseb z diagnosticirano sladkorno boleznijo narašča tudi število komplikacij povezanih z njo, mednje spada tudi diabetično stopalo.
Diabetično stopalo kot zaplet sladkorne bolezni, se lahko pojavi pri vsakem bolniku, tudi tistemu, ki si krvni sladkor uravnava le s pravilno prehrano. Dokazano gre za velik zdravstveni kot tudi ekonomski in pa družbeni problem. Pri pacientih  z diabetičnim stopalom lahko pride do pojava različnih psihičnih težav, najpogosteje je to strah pred morebitno amputacijo ali poslabšanjem diabetičnega stopala.
Pod pojem diabetično stopalo uvrščamo spremembe kot so: razjeda na stopalu, infekcija na stopalu in nevropatske spremembe stopala.
Diabetični razjedi na stopalu so bolj izpostavljene osebe s periferno nevropatijo, slabšo prekrvavitvijo tkiv, omejeno gibljivostjo sklepov in pa osebe z deformacijo stopala. Najpogostejši vzrok za pojav razjede na stopalu je senzorna nevropatija.
Pristop k osebi z diabetičnim stopalom se začne z anamnezo, v kateri se od njega pridobi vse pomembne podatke v zvezi z njegovo sladkorno boleznijo. V kliničnem statusu sledi ogled kože, kjer je posebna pozornost namenjena morebitnim spremembam kot so npr. rdečina, prisotnost celulitisa, razjede ipd.. V nevrološkem statusu se ocenjuje senzibiliteta. Vaskularni status pa vključuje oceno stopalnih pulzov, trofičnih in pa gangrenoznih sprememb. Po končanem pregledu sledijo še krvne preiskave. Glede na pridobljene informacije se zdravnik odloči za pravilen pristop k zdravljenju in po potrebi pacienta napoti še na dodatne preiskave kot sta npr. rentgen stopala in merjenje gleženjskega indeksa.
Pravočasno in pravilno zdravljenje diabetesa, preventiva pred možnimi zapleti, ter pravilen pristop pri nastopu opozorilnih znakov lahko bistveno pripomorejo k uspešnejšemu zdravljenju diabetičnega stopala. 
Znaki diabetičnega stopala: rdečina, oteklina, povišana temperatura kože na stopalu, bolečina v sicer neobčutljivem stopalu, odprte rane, razjede ter gangrene, gnojni izcedek ali rdečina v okolici nohtov, ni možno zatipati pulza, hladna stopala z modro- vijoličnimi lisami, nenadno zvišan krvni sladkor, nesenzibilnost v nogah (Jill Cundell, 2011)

## Diagnostika
Da bi lahko razjedo diabetičnega stopala preprečili je ključnega pomena, da prepoznamo dejavnike tveganja, ki povečajo možnost za razvoj le tega. Priporočljivo je , da imajo sladkorni bolniki vsaj enkrat letno klinični pregled, kjer se opravijo preiskave noge, s katerim se lahko identificira dejavnike tveganja za razvoj diabetičnega stopala. Z letnim pregledom noge se ugotavljajo deformacije na nogi, izguba občutka ter pomanjkljiva periferna perfuzija. Vse te preiskave so dokazano učinkovite pri zmanjševanju tveganja za amputacijo.
Pregled ožilja: Ker je periferna arterijska bolezen (PAOB) dvakrat bolj pogosta pri bolnikih z diabetesom, je ta preiskava še posebej pomembna. Raziskave so pokazale, da je bil PAOB vzrok za 30 % razjed na nogah. Ocena ožilja vsebuje tipanje vseh pulzov spodnje okončine ter merjenje gleženjskega indeksa.
Preverjanje senzibilnosti: Ker ob izgubi senzibilnosti bolniki ne morejo začutiti bolečine, in si lahko na tak način povzročajo rane brez, da bi to vedeli, je ta preiskava ključnega pomena. Da bi lahko identificirali bolnike, ki so izpostavljeni tveganju za nastanek razjede, je pomembno da senzibilnost preverjamo pri vseh diabetičnih bolnikih. Senzibilnost se lahko preveri z 128hz,  z najlonsko monofilamentno žico ali pa s fizičnim pregledom stopala.
Med drugim je tudi vilica za uglaševanje dostopno in enostavno orodje, s katerim lahko ocenimo zaznavanje vibracij. Preverjanje z vilico se izvaja tako, da vilico držimo na lateralnem malleolusu gležnja. Test šteje kot pozitiven, če bolnik ne more zaznati nobene vibracije, ki jo začuti tisti, ki vilico drži.
Ocena deformacije noge: Deformacija noge in omejena gibljivost sklepov skupaj povzročita, da se na stopala izvaja prekomeren pritisk. Ta pritisk lahko ob vsakodnevni hoji v kombinaciji z nevropatijo na koncu povzroči nastanek razjede, zato je pomembno, da se izvaja ocena morebitnih deformacij noge.
Med dejavnike tveganja štejemo: predhodne amputacije, zgodovina razjed na nogi, nevropatija, deformacija stopala, periferna arterijska bolezen, okvara vida, diabetična nefropatija, neredna ali slaba kontrola krvnega sladkorja, kajenje.                

## Zdravljenje
Odstranitev nekroznega tkiva: ponavadi je to prvi korak do učinkovite oskrbe diabetičnega stopala. Z odstranitvijo odmrlega tkiva omočimo rani idealno okolje za celjenje, zmanjšamo možnost okužbe, zmanjšamo pritisk na rano, omogočimo boljši pregled rane ter omogočimo drenažo izcedka
Odstranitev tega tkiva se običajno opravi s skalpelom ali peanom. 
Nadzorovanje okužbe: Diabetični bolniki, ki imajo na nogi rano, bi morali biti pregledani za okužbo ob vsaki prevezi rane. Po odstranitvi nekroznega tkiva, bi morala biti narejena tudi ocenitev stopnje okužbe. Vsi bolniki s hujšo obliko okužbe morajo biti hospitalizirani, zdravljenje z antibiotiki pa lahko traja tudi do 4 tedne.
Vzpostavljanje perfuzije: Zadostna žilna perfuzija je ključnega pomena za  za uspešno celjenje rane. Če pulzi na nogi niso tipljivi, se opravijo druge preiskave kot so npr. dopplerjev ultrazvok, segmentni pritiski, posnetki glasnosti pulza ter transkutana napetost kisika. Po posvetu se zdravniki lahko odločijo za posege kot so angioplastika, stentiranje in femorodistalni bypass.
Ublažitev pritiska: Ena od najpogostejših metod zdravljenja diabetičnega stopala je razporeditev pritiska ter razbremenitev stopala. To lahko dosežemo z raznimi pripomočki kot so invalidski vozički, terapevtski čevlji, počitek, bergle ter snemljiva opornica za hojo.
Amputacija: Amputacija se največkrat opravi pri ishemični gangreni ter arterijski zapori. Višina amputacije se določi s kliničnim pregledom uda ter na podlagi podatkov neinvazivnih preiskav ter angiografije. Po amputaciji je zelo pomembna tudi rehabilitacija.(Meklav et al., 2018).       

## Preventiva
Vsak diagnosticiran sladkorni bolnik, bi moral v preventivni fazi poznati listo ukrepov s katerimi se preprečuje nastanek zapletov povezanih s sladkorno boleznijo. Med njih se uvršča tudi diabetično stopalo.
Spodaj našteti so dokazani ukrepi, ki prispevajo k zmanjševanju možnosti za nastanek diabetičnega stopala pri sladkornih bolnikih:
1. Telesna aktivnost, prispeva k širjenju krvnih žil in izboljša izkoristek kisika v mišicah. Zdravstvena stroka še posebej priporoča vaje za stopala, kot so: hoja po prstih in peti, krčenje in raztezanje prstov na nogah.[7]
2. Zmanjšanje prekomerne telesne teže, ki privede do prekomerne obremenitve določenih predelov stopal.[8]
3. Opustitev kajenja, saj ima negativen učinek na strukturo krvnih žil. Kajenje privede do zoženja žil in zmanjšanja obrambnih in reparativnih mehanizmov stopala.[7]
4. Izogibanje dolgotrajnemu sedenju. Sedeči slog življenja prispeva k atrofiji mišične mase stopala in zmanjšanju funkcionalnosti stopala. To dvoje prispeva k večjemu tveganju za patološke spremembe stopal. Zato se takšnemu načinu življenja izogibamo.
5. Posvetovanje s specialisti: endokrinologi, nefrologi, vaskularnimi kirurgi, fizioterapevti, dietetiki in diabetičnimi edukatorji. Aplikacija z dokazi podprte prakse v 50% primerov igra ključno vlogo za preprečitev amputacije spodnjega uda v tej rizični skupini.[9]
6. Vsakodnevni preventivni pregledi stopal. Opazujemo morebitne spremembe, kot so razpoke, grobe točke, rdečina ali vraščanje nohtov.[5]
7. Nahajališča arterij, na katerih preverjamo pulze!Tipanje (palpitacija) pulzov spodnjih okončin (arteria: femoralis, poplitea, tibialis in dorsalis pedis)                                                                                       Tipanje pulzov je priučena veščina, ki ima sicer visoko stopnjo lažno pozitivno/negativnih rezultatov. Odsotnost pulzov nakazujejo na Periferno arterijsko bolezen,ki je v 30% vzrok za nastanek vseh ulceroznih obolenj stopal.[5]
8. Primerna obutev. Nošenje brezšivnih nogavic, ki se ustrezno prilegajo in niso prevelike ali premajhne. Preden obujete copate preverite obutev ali so prisotne tlačne točke in odstranite morebitne tujke v čevlju.
9. Primerna obutev. Nošenje brezšivnih nogavic, ki se ustrezno prilegajo in niso prevelike ali premajhne. Preden obujete copate preverite obutev ali so prisotne tlačne točke in odstranite morebitne tujke v čevlju.
10. Nega stopal. Vsakodnevno pranje nog s toplo vodo in blagim losjonom. Stopala brišemo z mehko brisačo in po pranju uporabljamo kremo za ohranjanje gladke kože.

## Oskrba

### Faze celjenja rane
Celjenje rane se začne z nevrogenim hemostatskim obdobjem v katerem venska kri zapolni prostor med stenami rane in se prične tvorba krvnega strdka. Sledi destruktivna faza v kateri napoči t.i. vnetno obdobje. Tako telo začne proizvajati obrambne celice, ki skrbijo za preprečevanje okužbe. Vnetna faza traja 3-7 dni, če je rana brez prisotnosti infekcije. V tretji stopnji napoči produktivna faza. Za to je značilna tvorba in razgradnja kolagena, manjša prisotnost fibroblastov, obilo granulacijskega tkiva in nastanek brazgotine. Kot zadnja nastopi Maturacijska faza oz. obdobje rasti, v tem obdobju raste granulacijsko tkivo in poteka proces epitelizacije.

### Dejavniki, ki vplivajo na celjenje rane
Splošni dejavniki: zadostna prehranjenost z beljakovinami, minerali, vitamini, kajenje,  starost, venska insuficienca, zdravila, bolečina, strah, pokretnost, kontinenca, stres, podatki o predhodnih prevezah.
Lokalni dejavniki: izgled rane (globina, velikost, celjenje,...) prisotnost tujkov, prisotnost bakterij v rani ali okužba rane, izcedek (količina, barva, vonj), mesto rane, robovi rane, okolna koža, padec temperature.

### Sodobne obloge za rane
Hidrokoloidi: zgotavljajo vlažno in toplo okolje, zmanjšujejo bolečino v rani, na rani lahko ostanejo par dni, ob stiku z izločki nabreknejo, so samolepljive obloge, ne potrebujemo sekundarne obloge
Hidrogeli: za oskrbo suhih ran, na rani lahko ostanejo par dni, potrebna je sekundarna obloga, paziti na okolno tkivo, da ne macerira
Poliuretanski filmi: pritrditev na suho podlago, na rano se ne lepijo, zaradi prosojnosti je možen stale nadzor nad rano, nimajo vpojne sposobnosti, na površini lahko ostanejo do 7 dni, izredna pozornost pri odstranjevanju (raztegujemo vzporedno s podlago), poznamo tudi filme v tekoči obliki, kot pršilo ali navlaženo peno
Alginatne obloge: ob stiku z izločki iz rane, se pretvorijo v gel, primerne so za rane z zmernim do močnim izločanjem, niso primerne za suhe rane, imajo visoko sposobnost vpijanja, lahko in neboleče odstranjevanje, na rani lahko ostanejo do 3 dni, nikoli ne sme segati preko robov rane, lahko imajo dodane druge snovi, npr. med, srebro, magnezij, cink, kar pripomore k večji učinkovitosti delovanja
Kirurški obliži: pri rani z malo izločka, omogoča dihanje kože, prepustnost za tekočine, menjava po potrebi, enostavna menjava
Tekočine za čiščenje kompleksnih ran:
Tekočine morajo biti ogrete na telesno temperaturo.
Uporabljamo lahko: fiziološko raztopino, Ringerjevo raztopino (K, Ca), Prontosan, antiseptike ter tekočo vodo

### Potek preveze rane
Postopek:
1. ocena stopnje bolečine je bila narejena že predhodno, saj v primeru le-te, zdravnik predpiše analgetik
2. nadenemo si rokavice, zaščitna očala, masko ter predpasnik
3. pod nogo namestimo podlogo
4. odstranimo obloge ter si dobro ogledamo rano
5. rano spiramo s fiziološko raztopino, vodo ali drugo izbrano tekočino
6. odstranimo rokavice
7. odpremo set tamponov ter sterilni pean
8. tampone namočimo v tekočini
9. očistimo rano, s suhimi zloženci jo osušimo
10. zmerimo rano
11. pokrijemo rano z oblogami